# 让萨克 (上比利牛斯省)
让萨克（法語：Gensac）是法国上比利牛斯省的一个市镇，属于塔布区（Tarbes）拉巴斯唐德比戈尔县（Rabastens-de-Bigorre）。该市镇总面积3.44平方公里，2009年时的人口为91人。

## 人口
让萨克人口变化图示